# 伊藤洋一 (文部官僚)
伊藤 洋一（いとう よういち、1958年4月3日 - ）は、日本の文部科学技官。文部科学省科学技術・学術政策局長や、文部科学審議官、国立研究開発法人日本原子力研究開発機構副理事長を経て、現在、日本科学未来館・副館長。

## 人物・経歴
愛知県出身。1982年東京大学工学部原子力工学科卒業、科学技術庁入庁。1998年科学技術庁長官秘書官事務取扱。1999年科学技術庁原子力局政策課原子力調査室長。2001年文部科学省高等教育局私学部参事官。2002年文部科学省科学技術・学術政策局計画官。2003年経済産業省原子力安全・保安院放射性廃棄物規制課長。2007年文部科学省研究振興局振興企画課長。2008年文部科学省大臣官房参事官 (人事担当)。2010年文部科学省大臣官房審議官（生涯学習政策局担当）。2012年独立行政法人日本原子力研究開発機構理事。2015年文部科学省大臣官房総括審議官。2016年文部科学省科学技術・学術政策局長。2017年文部科学審議官。2018年退官。2019年国立研究開発法人日本原子力研究開発機構副理事長。2022年退任。